# 山之口安秀
山之口 安秀（やまのくち やすひで、1917年 <大正6年> 8月25日 - 2001年 <平成13年> 10月18日）は、日本の政治家。第18代鹿児島市長。位階は正五位。勲三等旭日中綬章受章。

## 経歴
鹿児島県日置郡東市来村（後に東市来町、日置市）出身。鹿児島県伊佐農林学校（現鹿児島県立伊佐農林高等学校）、宮崎高等農林学校（現宮崎大学農学部）を経て、1942年九州帝国大学農学部（現九州大学農学部）卒業。南満洲鉄道勤務、福岡県職員を経て、1949年鹿児島県庁に入職。鹿児島県の農業経済、農政などの各課長、農政部次長（1966年）、企画部長（1967年）などを歴任し、1971年県出納長に就任した。1975年の鹿児島市長選で保守系の候補として出馬、現職の末吉利雄を破り、初当選した。1979年の市長選では再び立候補した末吉を破り再選。1983年の市長選でも三選したが、1984年に病気（訪問先のオーストラリアで転倒したけがの後遺症）のため辞職した。市長在任中は、財政健全化に向けて職員定数削減などに取り組む一方、文化・教育施設（美術館、市民文化ホール、科学館、図書館など）の建設計画や市内の緑化を進めた。1991年春の叙勲で勲三等旭日中綬章を受章。2001年10月18日死去。死没日付をもって従七位から正五位に進階。